# Макаров, Андрей Олегович
Андрей Олегович Макаров (20 апреля 1993, Казань, Россия) — российский хоккеист, вратарь.

## Биография
Начал заниматься хоккеем в возрасте 7 лет в Казани, поначалу играл на позиции нападающего. В 11 лет переехал в Тольятти и стал тренироваться в системе клуба «Лада».
В сезоне 2008/2009 дебютировал во взрослом хоккее, сыграв 9 матчей за «Ладу-2» в турнире Первой лиги. На следующий год принял участие в играх дебютного сезона Молодёжной хоккейной лиги в составе тольяттинской «Ладьи» в качестве основного голкипера.
C 2010 по 2013 годы играл в юниорских лигах Северной Америки. С сезона 2013/2014 — в системе клуба НХЛ «Баффало Сейбрз». Единственный матч в НХЛ провёл 5 апреля 2015 года против «Нью-Йорк Айлендерс» (0:3) — отразил 33 броска из 36.
3 июля 2015 года права на Макарова в результате массового обмена перешли от СКА к московскому «Спартаку». 27 июня 2016 года Макаров подписал контракт со «Спартаком», после чего 8 июля 2016 года был продан в клуб-дебютант КХЛ «Куньлунь Ред Стар».

### Карьера в сборной России
23 декабря 2011 г. Андрей Макаров вошёл в окончательный состав молодёжной сборной России для участия в молодёжном чемпионате мира 2012 в канадских городах Калгари и Эдмонтон. Начинал турнир он в ранге второго голкипера. На предварительном этапе сыграл в матче против сборной Словакии (3:1). Тренерский штаб в плей-офф сделал ставку на Андрея Василевского. В третьем периоде полуфинального поединка Канада отыграла 4 шайбы и сократила счёт с 1:6 до 5:6. Главный тренер россиян Валерий Брагин за 5 минут 44 секунды до конца основного времени выпустил на лёд Макарова. После матча Брагин признал свою ошибку, сказав, что следовало поменять голкипера ещё при счёте 6:3). Макаров сумел отразить все семь бросков. В финальной встрече со Швецией Макаров не пропустил ни одной шайбы после трёх периодов игры. Лишь на 11-й минуте овертайма Мика Зибанежад воспользовался несогласованностью в действиях россиян, выскочил к воротам Макарова и переиграл его, принеся золотые медали сборной Швеции. Макаров был признан лучшим в составе России в этом поединке. Он отразил 57 бросков из 58 (ворота шведов россияне же атаковали лишь 17 раз).
Макаров вновь попал вошёл в окончательный состав молодёжной сборной России для участия в молодёжном чемпионате мира 2013в Уфе. Как и год назад, турнир основным вратарём снова начал более молодой Андрей Василевский. Тем не менее в групповой стадии вратари провели равное количество матчей: Василевский играл против европейский сборных (Германия, Словакия), Макаров против североамериканских (США, Канада). В обоих матчах Макаров отбил свыше 40 бросков, но если США удалось обыграть 2:1, то матч с канадской сборной закончился 1:4. Плей-офф основным вратарём начал Василевский, но после неудачи команды в полуфинале со Швецией, в бронзовом матче тренерский штаб сделал ставку на Макарова, где соперником снова стали канадцы. Несмотря на 5 пропущенных шайб, Макаров снова отразил 40 бросков, а Россия победила.

## Награды и трофеи
- Серебряный призёр молодёжного чемпионата мира 2012
- Бронзовый призёр молодёжного чемпионата мира 2013
- Обладатель Хэп Эммс Мемориал Трофи — трофей лучшему вратарю Мемориального кубка (2013)